# Expozice Telčské podzemí
Expozice Telčské podzemí je muzejní expozice v Telči, která se nachází v podzemním prostorách pod Náměstím Zachariáše z Hradce. Vstup do expozice je ze dvora Základní umělecké skoly v budově čp. 71 na Náměstí Zachariáše z Hradce. Expozice byla otevřena 6. září 2014. Projekt expozice byl financován z evropských dotačních fondů.

## Expozice
Telčské podzemí se nachází pod téměř všemi domy na náměstí Zachariáše z Hradce a také pod částí zámeckého areálu telčského zámku. Sklepy jsou někdy vícepatrové, propojené mezi sebou a expozice se nachází v celkem 150 metrech sklepení. V minulosti sloužilo sklepení primárně jako skladovací prostory pro domy a také jako obranné prostory pro telčské občany v době ohrožení. Legendy říkají, že chodby ze sklepení vedou za město a jedna z legend říká, že jedna z chodeb vede až na hrad Roštejn.
V expozici se nachází v několika místnostech naučné informační multimediální prezentace z historie i současnosti města. V rekonstruovaných prostorách jsou prezentována data o městě a okolí. V expozici jsou prezentována data na vyspělých technologiích, na tzv. mistscreenech (virtuálních příčkách) je promítána trojrozměrná animace telčského podzemí a domů na náměstí, výpovědi pamětníků a průlet nad městem. V akustické chodbě jsou spouštěny hudební ukázky spojené s Telčí. Připravena je i interaktivní podlaha s promítáním proměn města a okolí a také je prezentován vícedotekový interaktivní stůl, který slouží jako databanka informací z celé expozice a z města Telče. V půlkruhové projekční chodbě je promítán časosběrný dokument z Telče od režiséra Daniela Svátka.